# Thomas Urquhart
Pour les articles homonymes, voir Urquhart.
Thomas Urquhart de Cromarty (ou Urchard, 1611-1660) est un écrivain et traducteur écossais, principalement connu pour ses traductions de Rabelais.

## Biographie
Urquhart appartient à une ancienne famille de propriétaires fonciers de Cromarty, au nord de l'Écosse. À l'âge de onze ans, il intègre le King's College d'Aberdeen (en), avant de voyager sur le continent jusqu'en 1636. En 1639, il prend part au soulèvement royaliste connu sous le nom de « Trot de Turriff », prémices des guerres des Trois Royaumes. Pour le remercier de son soutien, Charles Ier l'adoube au palais de Whitehall.
Il publie un recueil d'épigrammes deux ans plus tard, qui passe inaperçu. En 1642, son père meurt, laissant derrière lui un vaste domaine grevé de lourdes dettes. C'est alors que Thomas Urquhart, en tant que fils aîné, commence par être poursuivi par les créanciers. Il part une seconde fois de l'autre côté de la Manche, avant de revenir en 1645, année où il fait imprimer un traité de mathématiques, Trissotetras.
En 1648, il participe de nouveau à une révolte royaliste à Inverness, à la suite de laquelle le Parlement le dénonce comme un traître, apparemment sans que cela n'entraine de conséquences. Deux ans après, il combat aux côtés de Charles II à la bataille de Worcester. À la suite d'une implacable défaite, l'écrivain est emprisonné, perd tous ses manuscrits amenés avec lui et doit renoncer à toutes ses propriétés. D'abord tenu captif à la tour de Londres, puis à Windsor, il jouit cependant d'avantages considérables. L'année d'après sort son troisième ouvrage, 
Pantochronachanon, une généalogie personnelle, et The Jewel, une défense de l'Écosse.  En 1652, il bénéficie d'une liberté conditionnelle de la part d'Olivier Cromwell et retourne à Cromarty. Peu après, sont édités Logopandecteision, un projet de langue universelle et son œuvre la plus célèbre, sa traduction de Rabelais.
Peut-être en raison des exigences de Cromwell, il revient sur les terres continentales en 1653. La fin de sa vie est moins connue. Il meurt au plus tard en 1660, année où son frère hérite de ses titres. Une légende veut que Thomas Urquhart meurt d'un fou rire en apprenant la nouvelle de la restauration de Charles II.

## Œuvre

### Epigrams, Divine and Moral(1641)
L'anthologie d'épigrammes est un genre à la mode au milieu du XVIIe siècle, mais la contribution d'Uquhart au genre s'avère assez négligée. La plupart des critiques s'accordent sur le caractère anodin des émotions et des versifications ineptes.

### Trissotetras(1645)
Portant sur la trigonométrie plane et sphérique, Trissotetras recourt au logarithme de John Napier et une nouvelle nomenclature mnémotechnique. Cette dernière, similaire aux syllogismes médiévaux, utilise des noms censés donner une information sur ce qu'ils désignent. Urquhart 
affichera la même ambition pour son langage universel. Néanmoins, il en résulte un texte bizarre et opaque. En dépit de son réel talent de mathématicien, son approche demeure lettre morte.

### Pantochronachanon(1652)
Sous-titré « Un singulier promptuaire du temps », ce livre rapporte la généalogie de la famille d'Urquhart descendant, de manière ininterrompue, d'Adam et Ève jusqu'à lui-même, en 143 générations. Elle est tournée en dérision lors de sa parution, bien qu'elle consiste probablement en une facétie élaborée.

### The Jewel (Ekskybalauron)(1652)
Cette publication composite réunit une première brochure sur un langage universel, mais surtout, comme le mentionne la page de titre, « une défense de l'honneur de l'Écosse », avec des anecdotes sur des soldats et savants du pays. Elle inclut une histoire romancée de James Crichton qui connait un grand succès, souvent réimprimée séparément.

### Logopandecteision(1653)
Second texte d'Urquhart dévolu à un projet de langue universelle, il ne fournit aucun vocabulaire mais présente le souhait d'une langage reflétant ce qu'elle désigne. Il polémique également à l'égard de ses créanciers.

### L'Œuvre de Rabelais
La traduction des trois premiers romans de la geste rabelaisienne représente la part la plus importante de l'activité littéraire de Thomas Urquhart. Elle jouit, en dépit de sa prolixité et de ses imperfections, d'une grande fortune comme en témoignent les nombreuses réimpressions et les éloges qui l'accompagnent. De son vivant, seuls les livres de Pantagruel et de Gargantua paraissent en 1653.  Urquhart y déploie une érudition et une exubérance dignes de l'original, même s'il se permet de grandes libertés. Le manuscrit du Tiers Livre est repris et publié par le huguenot Pierre-Antoine Le Motteux en 1693.

## Style
Le style de l'écrivain se caractérise par de longues phrases, volontiers complexes, parsemées de mots obscurs et farfelus. Dans ses pires moments, son écriture s'affadit dans une pédanterie « gigantesque et presque invraisemblable » selon les mots de George Saintsbury (en)[réf. nécessaire], dans ses meilleurs elle est rapide, percutante et originale. Créateur invétéré de néologismes, ses innovations lexicales ne persistent pas aussi bien que celles de son contemporain Thomas Browne.

### Ouvrages
- (en) Richard Boston, Admirable Urquhart : Selected Writings, Londres, Gordon Fraser, 1975 (ISBN 9780900406409)
- (en) R. J. Craik, Sir Thomas Urquhart of Cromarty : adventurer, polymath, and translator of Rabelais, Lewiston, Mellen Research University Press, 1993
- (en) Alexander Thomson, Sir Thomas Urquhart of Cromarty 400th anniversary conference : 15th and 16th April 2011, Cromarty, 1975
- (en) John Willock, Sir Thomas Urquhart of Cromartie, Knight, Edimbourg & Londres, Oliphant, Anderson & Ferrier, 1899

### Articles
- Alex L. Gordon, « La première et la dernière traduction de Rabelais en anglais : les versions de sir Thomas Urquhart et de Donald Frame », dans Éditer et traduire Rabelais à travers les âges, Amsterdam ; Atlanta (Ga.), Rodopi, 1997, p. 117-140